# ماري إس. هارتمان
ماري إس. هارتمان (بالإنجليزية: Mary S. Hartman)‏ هي أكاديمية أمريكية، ولدت في 1941.